# Fireworks (singel Roxette)
Fireworks – singel szwedzkiego duetu Roxette. Został wydany w sierpniu 1994 r. jako trzeci promujący album Crash! Boom! Bang!.

## Utwory
- Fireworks
- Fireworks (Jesus Jones remix)
- Dangerous (MTV Unplugged)
- The Rain (demo December 29, '91)